# سرناد پنی
سرناد پنی (به انگلیسی: Penny Serenade) فیلمی ملودرام ۱۱۹ دقیقه‌ای به کارگردانی جرج استیونز است.